# John Hamilton (bűnöző)
John Hamilton (Sault Ste. Marie, Ontario, Kanada, 1899. – Aurora, Illinois, 1934. április 30.) az Amerikai Egyesült Államokban tevékenykedő kanadai bűnöző volt. Tagja volt John Dillinger bandájának.

## Pályafutása
Ifjúságáról keveset tudni. Ontarióban született kanadai apától és New York-i anyától. Felmenői németek és írek voltak. Beceneve Háromujjú Jack volt, mert egy szánkóbalesetben elvesztette jobb kezének két ujját.
1927. március 16-án kirabolt egy töltőállomást az indianai St. Josephben, amiért 25 évre ítélték. A Michigen City-i állami börtönben összebarátkozott több bankrablóval, köztük John Dillingerrel, Russell Clarkkal, Charles Makleyvel, Harry Pierpont-nal és Homer Van Meterrel. 1933 májusában Dillingert feltételesen szabadlábra helyezték. Mivel megesküdött társainak, hogy kiszabadítja őket, fegyvereket csempésztetett be nekik. 1933. szeptember 26-án tíz felfegyverzett elítélt, köztük Hamilton, a főkapun keresztül megszökött a börtönből. Kevéssel ezután megtudták, hogy bankrablás miatt Dillingert ismét elfogták, és az Ohio állami Limában őrzik. Elhatározták, hogy kiszabadítják, és az akcióhoz szükséges pénzt bankrablással teremtik elő. Október 3-án 14 ezer dollárt zsákmányoltak a St. Mary-i First National Bankból. Kilenc nap múlva, magukat nyomozónak kiadva, kiszabadították Dillingert.
December 13-án a banda kirabolt egy chicagói bankot. Hamilton másnap egy garázsban hagyta az autóját, hogy megjavítsák a karosszériáját, de a szerelő értesítette a rendőrséget. Amikor Hamilton visszatért, három rendőr várta. Egyiküket, William Shanleyt lelőtte, és elmenekült. Az incidens miatt a chicagói rendőrség negyvenfős egységet állított fel a Dillinger-banda elfogására.
1934. január 15-én John Hamilton és John Dillinger kirabolta a kelet-chicagói First National Bankot. A zsákmányuk több mint 20 ezer dollár volt. A bűncselekmény során agyonlőttek egy rendőrt, William O'Malleyt. Hivatalosan Dillingert vádolták meg gyilkossággal, de több szemtanú azt mondta, hogy Hamilton lőtt. A rablás során kitört tűzharcban Hamiltont két találat érte, ezért barátnőjénél, Pat Cherringtonnál húzta meg magát, és az alvilág sebésze, Joseph P. Moran ápolta. Az év végére Hamilton az indianai közellenségek listájának harmadik helyén állt Dillinger és Pierpont mögött.
John Hamilton hamarosan ismét csatlakozott a bandához, és részt vett több fegyveres rablásban. Március közepén ismét megsebesült, amikor az iowai Mason Cityben kirabolták a First National Bankot. A bűnözőt egy idős bíró vállon lőtte az utca túloldaláról. Áprilisban visszatértek Chicagóba, és a Rhinelander közeli Little Bohemia üdülőhelyen szálltak meg. A nyomozók fülest kaptak tartózkodási helyükről, és április 22-én megrohanták a banda búvóhelyét. Az ügynökök tévedésből három helyi lakos autójára lőttek rá, így Hamiltonéknak sikerült megszökniük.

## Halála
Április 23-án Hamilton, Dillinger és Homer Van Meter a minnesotai Hastingsben tűzharcba keveredett a hatóságokkal. Hamiltont ismét eltalálták, de társai autóval elmenekítették. Ismét Joseph P. Moranhez fordultak, de az nem volt hajlandó a sebesültet ellátni. Dillinger Aurórában bújtatta a haldokló Hamiltont. A bűnöző 1934. április 30-án halt meg. John Dillinger eltemette, de arcát és ujjait lúggal borította, hogy megnehezítse az azonosítást. A sírt 1935. augusztus 28-án fedezték fel, a testet Hamilton fogazata alapján azonosították.
Halála után az a szóbeszéd kelt lábra, hogy John Hamilton még életben van. Az FBI-nak többen azt mondták, látták a bűnözőt, sőt még saját unokaöccse is azt állította, hogy meglátogatta nagybátyját Ontario államban.

## Fordítás
- Ez a szócikk részben vagy egészben  a   John Hamilton (gangster) című angol Wikipédia-szócikk fordításán alapul.  Az eredeti cikk szerkesztőit annak laptörténete sorolja fel. Ez a jelzés csupán a megfogalmazás eredetét és a szerzői jogokat jelzi, nem szolgál a cikkben szereplő információk forrásmegjelöléseként.